# Renate Feyerbacher

Renate Feyerbacher (2012)

Renate Feyerbacher (* 30. Juni 1941 in Hoffnungstal bei Köln) ist eine deutsche Journalistin. Anfang der 1980er-Jahre trug ihre Berichterstattung über die „Zuckerteekaries“ wesentlich dazu bei, dass die nachteiligen Folgen von gesüßtem, sogenanntem Kindertee allgemein bekannt wurden. Sie ist Trägerin mehrerer anerkannter Journalisten-Preise.

## Leben
Renate Feyerbacher war das zweitgeborene Kind des Zahnarztes und Vizepräsidenten der Zahnärztekammer Nordrhein-Westfalen (von 1957 bis 1969), Gustav Mouchard (21. Juli 1905 – 11. November 1991), und der kaufmännischen Angestellten / Kontoristin Margarete Mouchard geb. Klüber (3. Dezember 1905 – 17. März 1985). Ihre Mutter hat einen sehr großen Einfluss auf sie gehabt. Sie ist eine leidenschaftliche Musik- und Literaturkennerin gewesen. Von ihr hat Renate Feyerbacher ihre Theater- und Konzertleidenschaft geerbt. Ebenfalls singt sie sehr gerne. Bereits als Kind war sie in der Oper, im Schauspiel, auf Ausstellungen (Eltern waren Mitglied im Wallraf-Richartz Museum), in Filmen (Mutter war Mitglied im Kölner Filmclub) usw.
Schon als junges Mädchen hat Renate Feyerbacher von ihrer Mutter das Buch Das Gewissen steht auf von Annedore Leber bekommen, in dem es um den Deutschen Widerstand zwischen 1933 und 1945 geht. Renate Feyerbacher setzt sich schon lange mit dem Nationalsozialismus auseinander. Das machte sie nicht nur mit dem Thema ihrer Magisterarbeit über das Theater im 3. Reich deutlich. Auch heute noch beschäftigt sie sich mit dem Thema, hat zahlreiche nationalsozialistische Gedenkstätten, wie Auschwitz, Bergen-Belsen, Buchenwald aufgesucht, und besucht immer wieder die Topographie des Terrors in Berlin, worüber sie demnächst einen größeren Artikel im Onlinemagazin von Erhard Metz schreiben wird. Schließlich ist die besondere Beziehung zwischen Renate Feyerbacher und jüdischen Menschen zu erwähnen. Mir wird jetzt bewusst, dass es jüdische Menschen waren, die mich wissenschaftlich und menschlich als junger Mensch begleitet haben.
Sie hat einen älteren Bruder namens Karl-Bernd Mouchard, Priester der Erzdiözese Köln, Bezirkspräses des Kolpingwerkes. Er war Offizialatsnotar und Vernehmungsrichter beim kirchlichen Gericht. Mit ihrem Bruder ist sie sehr eng verbunden. Er hat ein phänomenales historisches Wissen. Wegen seines so umfassenden Wissens ist er mein Lexikon.
Renate Feyerbacher war von 1967 bis 1999 verheiratet und hat zwei Töchter und zwei Enkelinnen.

### Schulzeit
Von 1947 bis 1951 besuchte Renate Feyerbacher die katholische Volksschule in Köln-Buchheim. 1951 kam sie nach bestandener Aufnahmeprüfung in die Sexta (heute 5. Klasse) des Mädchengymnasiums in Köln-Mülheim. Wegen ihrer noch verspielten Art und weil die Sexta nicht wiederholt werden durfte, kam sie auf Empfehlung ihres Mathelehrers von 1952 bis 1958 auf das katholische Internat und Progymnasium Marienberg in Boppard am Rhein. Dort hat sie auf dem Progymnasium ihre mittlere Reife mit Latinum erlangt. Danach kam sie auf die Ursulinen-Schule in Köln, die sie im gleichen Jahr abgebrochen hat, weil sie dort nach langer Internatszeit nicht zurechtkam. Daraufhin besuchte sie von 1959 bis 1962 die Kaiserin-Theophanu-Schule in Köln-Kalk, auf der sie das Frauenoberschulabitur ablegte. Nachkommend absolvierte sie, auf Anraten der Schuldirektorin Franziska Hermann der Kaiserin-Theophanu-Schule, das Ergänzungsabitur mit großem Latinum und Mathematik im Amt der Oberschulrätin in Düsseldorf.
Die Schulzeit hatte Einfluss auf ihre spätere journalistische Tätigkeit. Sie nahm an diversen Schultheateraufführungen teil und übernahm manchmal die Moderation bei großen Schulfeierlichkeiten. Schon als Kind hat sie ihre erste Filmkamera geschenkt bekommen und sehr gerne gedreht und fotografiert. Ihr guter Blick für Film und Fotografie resultieren aus dieser Zeit. Gleichzeitig war und ist sie eine leidenschaftliche Leserin.
Im Internat stand auf ihren Internats-Zeugnissen ist renitent, gibt Widerworte. Renate Feyerbacher lernte damals, Verantwortung für andere zu übernehmen. Empathie ist ein wichtiger Wesenszug von mir. Dies wurde auch dadurch verstärkt, dass sie sich schon als Jugendliche sonntags in einem Riehler (Köln-Riehl) Pflegeheim sozial engagierte.

### Studium
Eigentlich wollte Renate Feyerbacher Schauspielerin werden, aber die Schauspiel-Prüfungskommission riet ihr zum Studium, da sie sich denen völlig unbedarft und ohne Vorbereitung stellte.
Renate Feyerbacher begann 1963 mit dem Studium der Theaterwissenschaft (Professor Rolf Badenhausen), Kunstgeschichte (Professor Heinz Ladendorf) und Germanistik (Professor Walter Hinck) an der Universität zu Köln.
Im Sommersemester 1965 belegte sie ein Auslandssemester an der Universität Wien, wo sie Seminare in Dramaturgie des Hörspiels und in Zeitungswissenschaft besuchte. Dort begegnete sie auch dem Komponisten Zoltán Kodály, dessen Musik sie begeistert.
Nach acht Semestern schrieb sie ihre Magisterarbeit über das Thema Der Dramatiker und Ideologe Eberhard Wolfgang Möller – seine Forderungen an das Theater und ihre Realisation, das aus dem Hauptseminar das deutsche Theater zur Zeit des Dritten Reiches von Prof. Badenhausen hervorging. In ihrer Magisterarbeit wollte sie auch beweisen, dass Eberhard Wolfgang Möller Drehbuchautor des antisemitischen Propagandafilms Jud Süß von Veit Harlan gewesen ist. Das war u. a. ein Gesprächspunkt mit Eberhard Wolfgang Möller, den sie in Bietigheim aufsuchte und befragte. Sie korrespondierte mit sämtlichen Filmarchiven, lernte u. a. Ernst Loewy kennen, der eine Art Mentor für ihre Magisterarbeit wurde. Sie konnte damals keine Beweise finden, die ihre Vermutung untermauert hätten. Dies gelang erst Jahrzehnte später, als sie von der Öffnung der Veit-Harlan-Gerichtsakten durch einen Kollegen des NDR (Norddeutscher Rundfunk) erfuhr.

### Einfluss der Studentenbewegung Ende der 1960er-Jahre
Renate Feyerbacher hatte anfangs keinen Zugang zur Studentenbewegung, da sie zu jener Zeit ihr Studium schon abgeschlossen hatte. Sie heiratete und zog von Köln nach Frankfurt am Main. Obwohl sie aus einem konservativen Elternhaus kam, vollzog sie während und nach ihrem Studium eine politische Wende und trug die Studentenbewegung im Kopf mit, auch wenn sie nie auf Demonstrationen war.
Im Laufe der Jahre ist sie immer kritischer geworden. Ich will nicht sagen, ich bin links, weil ich in keine Schablone gezwängt werden möchte. Ich habe früher zwar die These vertreten, dass ich immer linker werde – da ist was dran – aber nicht was die parteipolitischen Dinge angeht, weil ich es nicht mittragen kann, wie die Linke sich zerhackt und zerstreitet.

### Religion
Renate Feyerbacher ist katholisch erzogen worden. Sie hält sich an die christlich-ethischen Grundsätze, aber hat Probleme mit der katholischen Amtskirche, die sie Männerbünde nennt.
Für den Frauenfunk verfasste Renate Feyerbacher eine Sendung über die Stellung der Frau in der katholischen Kirche mit dem Titel Marienverehrung ist nicht genug. Dazu führte sie Interviews, die zu dem Ergebnis kamen, dass Frauen in der Kirche noch immer eine untergeordnete Rolle spielen. Ebenfalls machte sie in dieser Sendung auf Menschen aufmerksam, die in der Kirche frauenfreundlichere Ansätze verfolgten und die vorherrschenden patriarchalen Strukturen kritisierten, dafür aber mit Konsequenzen zu rechnen hatten, wie am Beispiel des katholischen Theologen Hans Küng, dem 1979 die kirchliche Lehrerlaubnis (Missio canonica) entzogen wurde.

### Beruflicher Werdegang
In Frankfurt angekommen, bewarb sich Renate Feyerbacher zunächst bei verschiedenen Verlagen und in der Dramaturgie im Theater. Jedoch bekam sie nur Absagen auf ihre Bewerbungen, mit der Begründung, dass man sich für einen Mann entschieden hat.
1968 gab Erich Lissner (Redakteur der Frankfurter Rundschau) ihr als Erster die Möglichkeit, für die Frankfurter Rundschau zu schreiben. Insgesamt war sie über 20 Jahre Autorin bei der Frankfurter Rundschau (u. a. für die Seite Frau und Gesellschaft mit der Redakteurin Martina I. Kischke). Gelegentlich schrieb sie u. a. Artikel für die IG Metall Zeitung.
Von 1968 bis 1970 arbeitete sie als Archivlektorin beim Hessischen Rundfunk (hr). Dort lernte sie, knapp und faktisch zu arbeiten. Klaus Klöckner war der Erste, der ihr im Hörfunk die Chance gab, ihr erstes Radio-Feature zu schreiben. Sie schlug ihm das Thema Schwierigkeiten beim Schreiben der Wahrheit vor – angelehnt an einen Satz von Bertolt Brecht. Dieses Radio-Feature für den Schulfunk des hr wurde am 30. Januar 1970 (10:05–10:35) ausgestrahlt. Das Thema knüpfte u. a. an die Resultate ihrer Magisterarbeit an, in denen die Exilliteratur und das innere Exil ebenfalls eine große Rolle spielten. Die Sendung hatte großen Erfolg und wurde wiederholt ausgestrahlt. Danach ging es Schlag auf Schlag. Klaus Scheunemann, Leiter bei der Redaktion Gesellschaft und modernes Leben, die später in Gegenwartsfragen umbenannt wurde, kam auf sie zu und gab ihr Aufträge für den Hörfunk. Er wurde zusammen mit Jürgen Gandela, ebenfalls Redakteur in dieser Abteilung, zu den wichtigsten Auftraggebern. Im Folgenden arbeitete sie bis 2008 als „Bestandsgeschützte Freie Journalistin beim hr“. Die Rundfunkanstalten SWR (Südwestrundfunk) und NDR übernahmen gelegentlich ihre Sendungen. Für die Deutsche Welle war sie über Jahre ständig aktiv. Ihre Laufbahn als Freie Fernsehjournalistin begann im April 1970 mit einem Minivolontariat bei Kurt Morneweg, der das Studio der Hessenschau in Kassel aufbaute. Für die Hessenschau arbeitete sie letztendlich drei Jahrzehnte, hin und wieder auch für die Tagesschau. Ebenfalls war sie in den Fernseh-Redaktionen Bildung und Erziehung und Der Markt tätig, dessen Redakteur Valentin Senger war. Von Anfang an war sie Mitarbeiterin des „Hessentipps“, und war von 2002 bis 2007 eine der ersten Videojournalistinnen.
Als Hörfunk- und Fernsehjournalistin bearbeitete sie u. a. Themen aus Politik, Medizin, Psychologie, Bildung, Frauen und Familie. Heute ist sie tätig für diverse Online-Magazine, wie z. B. für feuilletonfrankfurt.de, frankfurtlive.com und rmt-magazin.de.

## Rezeption

### Zuckerteekaries
Durch die Fernseh- und Hörfunksendungen in der Hessenschau und beim hr-Frauenfunk; Zahnkaries durch gesüßten Kindertee; Fertigteegetränke für Kinder – eine Bilanz trug Renate Feyerbacher wesentlich zur Aufklärung über die Folgen des Verzehrs von gesüßtem Kindertee bei. Dazu besuchte sie das Zentrum für Zahn-, Mund- und Kieferheilkunde an der Justus-Liebig-Universität Gießen, in dem Willi-Eckhard Wetzel betroffene Kinder behandelte und die Eltern über die Folgen von gesüßtem Kindertee aufklärte. Willi-Eckhard Wetzel war derjenige, der eine neue Form der Milchzahnkaries bei Kleinkindern auf die Verabreichung von Kinderteeprodukten, durch sogenanntes Dauernuckeln, zurückführte. In der Folgezeit ergingen auf diese Erkenntnis hin einige Urteile, in denen entschieden wurde, dass der Hersteller des Kindertees zum Schadensersatz verpflichtet ist, wenn er keinen deutlich sichtbaren Warnhinweis auf seinen Produkten anbringt und es nach dem Dauernuckeln von gesüßtem Kindertee aus einer Plastikflasche zu Kariesschäden bei Kleinkindern kommt.
„Ein Manager von Nestlé sagte mir auf einem Gynäkologenkongress, als er bei der gegenseitigen Vorstellung durch jemanden meinen Namen hörte: Sie haben uns Millionen gekostet. Ich sei Persona non grata bei Nestlé. Als er das sagte, wurde sein zunächst freundliches Gesicht eisig.“ In dem Zeitungsartikel Nicht deutlich genug gewarnt: OLG über Hersteller von gezuckerten Kindertees der Frankfurter Allgemeinen Zeitung vom 12. Dezember 1990 bekam man u. a. die zusätzliche Information, dass allein Rechtsanwalt Christoph Kremer aus Frankfurt am Main über 60 Prozesse in diesem Zusammenhang vor niedrigen Instanzen vertrat und davon seit 1982 schon 20 Fälle verloren hatte. Weiterhin errechnete der Anwalt aufgrund von Gutachterschätzungen und Zahlen der Krankenkassen, dass ca. 100.000 Kinder vom sog. Baby-Bottle-Syndrom betroffen sind. Pro Fall koste die Behandlung zwischen 10.000 DM und 30.000 DM, so dass sich der Schaden auf eine bis drei Milliarden DM belief.
Im letztinstanzlichen Verfahrensgang erging im sog. Milupa-Fall vom Bundesgerichtshof (BGH) ein Urteil, dass die Rechtsprechung im Bereich Produkthaftung ausdehnte. Seitdem werden die Hersteller einerseits dazu angehalten, ein potenziell gefährliches Produkt, vor dem Inverkehrbringen, auf mögliche Gesundheitsgefährdungen zu überprüfen, andererseits werden sie verpflichtet, Warnhinweise über Produktgefahren und die Art der drohenden Gefahr deutlicher herauszustellen.

### Martinsviertel
In dem Kurzfilm Martinsviertel geht es um den gleichnamigen Stadtteil in Darmstadt, der die höchste Wohndichte aufweist. Auf Beschluss der Stadtverordneten sollte damals mitten durch dieses Wohnviertel eine vierspurige Schnellstraße für den Durchgangsverkehr – die sogenannte Osttangente gebaut werden. Dafür wäre der Abriss von 36 Wohngebäuden mit 353 Haushalten und 74 Nebengebäuden erforderlich gewesen. Ein Alternativplan sah dagegen eine Trassenführung östlich des Martinsviertels vor. Sie hätte durch vorwiegend unbebautes Gebiet geführt und den Abriss von höchstens zwei Wohnhäusern erforderlich gemacht. Für ihren Kurzfilm interviewte sie einzelne Bewohner des Wohnviertels, eine Bürgergruppe gegen den Beschluss der Stadtverordneten und den damaligen Oberbürgermeister von Darmstadt, namens Heinz Winfried Sabais, der pro Stadtverordnetenbeschluss eingestellt war. Diesem stellte sie kritische Fragen zu der Problematik. Mit ihrem Kurzfilm und ihrem Engagement hat Renate Feyerbacher entscheidend dazu beigetragen, dass die Osttangente nicht durch das Martinsviertel gebaut wurde.

### Gastarbeiter und KFZ Versicherung
Renate Feyerbacher machte mit ihrer Fernsehsendung Gastarbeiter KFZ Versicherung auf die Ausländerdiskriminierung im Bereich Kfz-Haftpflichtversicherung aufmerksam, da Ausländer, im Gegensatz zu Deutschen, höhere Beiträge zahlen mussten. Dieser Beitrag hat dazu beigetragen, dass sich diese Situation zum Vorteil der Ausländer verbesserte.

## Auszeichnungen
6. Lilly Schizophrenia Reintegration Award
Am 22. November 2001 wurde Renate Feyerbacher im Rahmen des Kongresses der Deutschen Gesellschaft für Psychiatrie, Psychotherapie und Nervenheilkunde in der Kategorie Journalismus Hörfunk für ihre Sendung Psychisch kranke Menschen – immer noch abgeschoben? vom 4. April 2001 im hr Forum Leib und Seele mit dem Hauptpreis des 6. Lilly Schizophrenia Reintegration Award in Berlin ausgezeichnet.
Für die Hörfunksendung interviewte sie in der psychiatrischen Klinik in Offenbach am Main in der Gruppenstunde der Offenbacher Tagesklinik sieben junge Männer und eine junge Frau. Diese berichteten über ihr persönliches Wohlbefinden und ihren zeitlichen Tagesablauf in der Tagesklinik.
Laut der Hofheimer Zeitung vom 11. Januar 2002 beschäftige sich Renate Feyerbacher schon seit mehr als 20 Jahren mit psychischen Erkrankungen und den Stigmata, denen die Erkrankten ausgesetzt sind. Ziel ihres ständigen Bemühens sei es, Aufklärungsarbeit über eine Krankheit zu leisten, die bei vielen Menschen Ängste und Unsicherheiten auslöst und mit zahlreichen Vorurteilen belastet ist.
2. Frankfurter Psychiatriepreis
Die Arbeit der Redaktion Forum, Leib und Seele des hr 2 bekam im August 2001 den 2. Frankfurter Psychiatriepreis, wofür Renate Feyerbacher auch jahrzehntelang Beiträge leistete.
Das politische Buch des Jahres 1985
Die Arbeitsgemeinschaft der Verleger, Buchhändler und Bibliothekare in der Friedrich-Ebert-Stiftung (FES) hat das Buch Arbeitszeit ist Lebenszeit! Argumente für die Verkürzung der Arbeitszeit als Das politische Buch des Jahres 1985 zum Thema Zukunft der Arbeit ausgezeichnet. Damit wurde der darin enthaltene Beitrag Zeit für mich selbst hab' ich selten gehabt von Renate Feyerbacher ebenso ausgezeichnet.
In diesem Beitrag berichtet sie über eine berufstätige Frau und Mutter, die Job, Familie und Haushalt unter einen Hut bekommen musste und dabei kaum mehr Zeit für sich selbst hatte. Anhand dieses Beispiels zeigt Renate Feyerbacher auf, wie es vielen berufstätigen Frauen und Müttern in Deutschland geht und fordert deshalb bessere Arbeitsplätze für Frauen sowie Arbeitszeitverkürzung.

## Journalistische und literarische Werke
In Fernsehen und Hörfunk
- Liveinterview mit Egon Bahr

Ein Highlight in Renate Feyerbachers journalistischem Leben war das Liveinterview mit Egon Bahr, das sie zusammen mit einem Kollegen führte. In dem Interview ging es um Entwicklungspolitik.
- Fernsehdokumentation über das Leben und das Werk von Johann Wolfgang von Goethe

Unter der Leitung von Chefredakteur Wolf Hanke hat die ARD dreizehn 45-Minuten-Sendungen über Goethes Leben und Werk verfilmt. Renate Feyerbacher wurde hierbei als Dokumentaristin verpflichtet. Viele Fakten zum Thema Goethe erhielt sie von Rudolf Hirsch, den sie sehr schätzte. Die Sendung wurde zum ersten Mal am 26. August 1974 ausgestrahlt und endete am 25. Mai 1978.
- Ultraschall der weiblichen Brust[27]

Für die Hessenschau realisierte Renate Feyerbacher den Beitrag Ultraschall der weiblichen Brust. Der Beitrag, der auch die Selbstuntersuchung der weiblichen Brust zeigte, kam bei den Zuschauern gut an. Selbst Ernst-Gerhard Loch von der Deutschen Klinik für Diagnostik in Wiesbaden, forderte den Fernsehbeitrag an, um ihn seinem Personal vorzuführen.
- Mutter-Kind-Heim im Strafvollzug in Frankfurt Preungesheim[29]

Renate Feyerbacher machte mit der Sendung Mutter-Kind-Heim im Strafvollzug in Frankfurt Preungesheim auf die problematische Situation des Mutter-Kind-Heims aufmerksam. Für den Beitrag befragte sie sowohl betroffene Frauen und die damalige Leiterin der Justizvollzugsanstalt Sigrid Bernhardt als auch Bernd Maelicke. Die Situation in den Gefängnissen wurde kritisch hinterfragt und Möglichkeiten der Verbesserung aufgezeigt.
- Strukturen: Forschung im Rampenlicht Schwanger mit 14 – Studie über junge, ledige Mütter[31]

In der Sendung Schwanger mit 14 – Studie über junge, ledige Mütter berichtet Renate Feyerbacher über die preisgekrönte Studie Konflikte in der Schwangerschaft – eine empirische Untersuchung über das Schwangerschaftserleben werdender Mütter in einem Mütter- und Kleinkinderheim der Erziehungswissenschaftlerin Claudia Bier-Fleiter. Dazu ging sie mit der Erziehungswissenschaftlerin in ein Mütter- und Kleinkinderheim und befragte die jungen Mütter nach ihrem Befinden im Zusammenleben mit ihrem Kind.
- Familienbande – Eine Institution im Wandel[33]

Das Stundenfeature von Renate Feyerbacher geht der Frage nach, wie das Familienleben von heute aussieht. Eltern, Kinder und Kenner der Familienszene wie u. a. Gerald Hüther und Barbara Beuys kommen zu Wort.
- Ene mene muh…und raus bist Du – Verlierer und Gewinner des deutschen Bildungssystems[35]

In der Sendung diskutieren Schüler, Lehrer, Eltern und Wissenschaftler über das Bildungssystem in Deutschland und mögliche Verbesserungen der Schulsituation. Laut den PISA-Studien, die es seit dem Jahre 2000 gibt, gehören deutsche Schüler zu den Schwächsten in Europa. Davon abgesehen benachteiligt das dreigliedrige Schulsystem Migrantenkinder und Kinder aus unteren Schichten, wie es im Schlussbericht im März 2007 des UN-Beobachters für das Menschenrecht auf Bildung, Vernor Muñoz, sehr deutlich wird. Auch werden Kinder anhand nicht sehr klarer und einheitlicher Kriterien eingestuft. Zum selben Ergebnis kommt der Bericht Bildung in Deutschland 2008 im Auftrag der Kultusministerkonferenz der Länder und des Bundesministeriums.
Wie man die Lage deutscher Schulen zum Positiven verändert und Schüler besser auf das Leben vorbereitet, hat Enja Riegel an der Helene-Lange-Schule (Wiesbaden) vorgemacht. Sie wandelte das ehemalige Gymnasium nach und nach in eine integrierte Gesamtschule um, die inzwischen eine Ganztagsschule ist. Die Helene-Lange-Schule schnitt bei der ersten PISA-Studie sowohl in der Lesekompetenz als auch in den Naturwissenschaften international am besten ab und gewann 2007 den Deutschen Schulpreis. Auch Rainer Domisch (starb 2011), ein Bildungsexperte, der in leitender Funktion im Zentralamt für Schulwesen in Helsinki arbeitete, betonte, dass Bildungsgerechtigkeit darauf beruht, dass man allen Kindern die gleichen Zugangsmöglichkeiten gibt, wie es in Finnland schon der Fall ist. Dort gibt es keine Grundschule, sondern eine Gesamtschule, auf die alle Kinder bis zur 9. oder 10. Klasse gehen. Andere Hauptfaktoren, die zum Wohlbefinden der Schüler beitragen, sind mehr Personal, z. B. Fachkräfte für Schullaufbahnberatung und Berufsberatung, das in den Klassen 7–9 Pflichtfach ist, und Fachkräfte für Sonderpädagogik, die nicht nur Kinder mit Lernschwächen betreuen, sondern auch für alle anderen Kinder mit Auffälligkeiten sorgen.
Um die Bildungschancen von Kindern aus unteren Schichten zu erhöhen, sollte es in Deutschland so wie in Finnland und anderen Ländern Ganztagsschulen geben, fordert Christian Pfeiffer, Direktor des Kriminologischen Forschungsinstituts Niedersachsen und Universitätsprofessor für Kriminologie in Hannover. Er berichtet über seine und Dirk Baiers (Diplomsoziologe) Studie, die den Zusammenhang von Straffälligkeit und Bildung herstellt. Hauptursache für die steigende Jugendkriminalität sehen beide in der fehlenden schulischen Integration. In einer Ganztagsschule wird kulturelles und soziales Lernen gefördert. Schüler aller Schichten sind gleichermaßen gut aufgehoben und können sinnvollen Nachmittagsbeschäftigungen wie Sport, Kunst und Kultur nachgehen.
Durch ihr letztes Feature macht Renate Feyerbacher deutlich, wie wichtig es ist, eine Schule für alle aufzubauen. Nur auf diese Weise kann soziale Gleichberechtigung und Chancengleichheit im Bildungssystem herrschen.
Mitwirkung an Büchern
- Beitrag Zeit für mich selbst hab´ ich selten gehabt (S. 88) in dem Buch Arbeitszeit ist Lebenszeit! Argumente für die Verkürzung der Arbeitszeit[39]

- Beiträge Auf der Suche nach den körperlichen Veränderungen (S. 41), Behandlung mit Medikamenten (S. 51), Lichttherapie (S. 56) in dem Buch Psychische Störungen: erkennen, verstehen und bewältigen[40]

- Beitrag Gegen den Status des Gastarbeiters: Gleichbehandlung für unsere ausländischen Mitbürgerinnen und Mitbürger (S.260) in dem Buch Frauenprogramm – Gegen Diskriminierung: Gesetzgebung – Aktionspläne – Selbsthilfe, ein Handbuch[41]

- Beitrag „Pillensucht (S.80)“ in dem Buch Prepabac 34, l’oral d’allemand[42]

- Beiträge Säugetier Mensch, Schwangerschaft und Stillen (S. 141) und Wenn die Knochen mürbe werden, Ernährung im Alter in dem Buch In aller Munde: Ernährung heute[43]

Beiträge in Zeitschriften und Zeitungen
- Fordern statt bitten[44]

In dem Beitrag Fordern statt bitten schreibt Renate Feyerbacher über die Situation von Sozialhilfeempfängerinnen. Sie schildert, warum die Mehrheit der Sozialhilfebedürftigen Frauen sind und wie sie seitens der Behörden behandelt werden.
- Warum machen sie in ihrem Alter noch eine Ausbildung?[45]

In dem Beitrag Warum machen sie in ihrem Alter noch eine Ausbildung? schreibt Renate Feyerbacher über ihre Gespräche mit Teilnehmerinnen des Modellprogramms zur beruflichen Wiedereingliederung des Bundesministeriums für Jugend, Familie und Gesundheit von 1976. Dabei stellt sie fest, welche Chancen die Frauen durch die berufliche Qualifizierung auf dem Arbeitsmarkt erlangen konnten.
- Heilige und Hure

Renate Feyerbachers erster Zeitungsartikel handelt von dem Buch Heinrich Satters Weder Engel noch Teufel – Ida Orloff, das unter anderem das Verhältnis zwischen dem damals 43-jährigen Dichter Gerhart Hauptmann und der 16-jährigen Ida Orloff aufklärt.
Ihre Überschrift versieht sie provokant mit den Worten Heilige und Hure, wodurch sie auf die Analyse Satters hinweist, in der er durch den Vergleich zwischen den Liebesbriefen Hauptmanns an Ida Orloff und seinen Tagebucheinträgen von 1905/06 die Widersprüchlichkeit im Verhalten Hauptmanns gegenüber Ida Orloff aufzeigt. Während er in seinen Liebesbriefen von ihr als Heilige spricht, spricht er in seinen Tagebüchern von ihr als Hure.
Interessant an Feyerbachers Arbeit ist die Frage, ob die Liaison mit Ida Orloff Gerhart Hauptmanns mittlere Schaffensperiode beeinflusst hat. Davon ist Feyerbacher überzeugt, da sie schreibt: „verschiedene Stücke und Romane sind Variationen über das Thema Heilige und Dirne. So zum Beispiel Kaiser Karls Geisel, in dem die Figuren des alten Kaisers und der jungen Gersuind eindeutig autobiographische Züge tragen.“
Feyerbacher weist auf das Buch Satters hin, um eine Neuinterpretation der Hauptmannschen Frauengestalten in der Literaturhistorik anzuregen.
- Alkoholismus bei Frauen[50]

Renate Feyerbacher beschreibt in ihrem einseitigen Artikel mit Hilfe von Ärzten, Psychiatern und Betroffenen ausführlich, aus welchen Gründen eine Frau dem Alkoholismus verfallen kann. Sie stellt fest, dass dem Alkoholismus immer mehr Frauen und Jugendliche zum Opfer fallen. Ebenfalls beschreibt sie verschiedene Wege der Therapie von Alkoholismus.
- Der Wunsch nach einem Baby Hilfen für kinderlose Paare[51]

In dem Artikel Der Wunsch nach einem Baby, Hilfen für kinderlose Paare geht es um Paare, die gerne Kinder hätten, aber kinderlos bleiben. Renate Feyerbacher stellt diverse Möglichkeiten vor, wie solchen Paaren mit ärztlicher Hilfe doch noch zu einem Kind verholfen werden kann.
- Mama, wir geben die B. nicht mehr her[52]

In dem Zeitungsartikel Mama, wir geben die B. nicht mehr her schrieb Renate Feyerbacher einen sehr persönlichen Bericht über ihre zweite Schwangerschaft, in der sich Ängste und Unwohlsein einstellten. Sie fühlte sich als freiberuflich tätige Mutter zeitweilig überfordert. Da es ihr in dieser Zeit, wie vielen Müttern ging, war es ihr ein wichtiges Anliegen, den Verlauf dieser Schwangerschaft zu veröffentlichen.
- Ich wollte wieder so sein wie früher – der Wiederaufbau der weiblichen Brust nach einer Krebs-Operation[53]

In dem Artikel Ich wollte wieder so sein wie früher, der Wiederaufbau der weiblichen Brust nach einer Krebs-Operation werden drei Operationsmethoden zum Wiederaufbau der weiblichen Brust vorgestellt, die in Deutschland angewandt werden. Darüber hinaus berichten Frauen, die sich operieren lassen haben, über ihre Erfahrungen.
- Die Frau wird als Fremdkörper betrachtet – Zur Situation der Ingenieurinnen[54]

In dem Artikel Die Frau wird als Fremdkörper betrachtet – Zur Situation der Ingenieurinnen wird aufgezeigt, dass Frauen sich in Ingenieurberufen noch nicht durchsetzen konnten, da von fünfhundert- bis sechshunderttausend Berufstätigen nur vierzehntausend Frauen als Ingenieurinnen arbeiten. Renate Feyerbacher macht durch Interviews von Betroffenen und Wissenschaftlern deutlich, wie wichtig die Anerkennung von Frauen in Ingenieurberufen im Interesse der Geschlechterpolitik ist.
- Konflikte mit dem Essen – Es geht um das Thema Magersucht[55]

In diesem Artikel geht es um das Thema Magersucht. Renate Feyerbacher stellt durch Interviews mit Christopher Hebel (damals Arzt der Psychosomatischen Abteilung im Clementine Kinderhospital Dr. Christ’sche Stiftung) und Betroffenen, die Ursachen und Therapiemöglichkeiten der Magersucht dar.
- Leben lebenswert gestalten helfen Keine Scheckbuchmentalität: Internationale Frauenorganisationen[56]

Der Beitrag handelt von zwei internationalen Frauenorganisationen, der Zonta International und der Soroptimist. „Beide Organisationen verstehen sich als Service-Organisationen. Ihre weiblichen Mitglieder wollen mit ihrem Wissen sowohl ideelle Hilfe leisten als auch finanzielle Unterstützung für soziale Projekte auf der ganzen Welt geben. Statt Scheckbuchmentalität ist tatkräftige Hilfe angesagt. So kann sich auch ein weniger betuchtes Mitglied aktiv einbringen.“
Das Ziel beider Organisationen ist die Verbesserung der Stellung der Frau in allen Lebensbereichen.
- Die Mutti wurde auch geholt Schicksale Deutscher Frauen nach dem 2. Weltkrieg[57]

Der Beitrag Die Mutti wurde auch geholt erinnert an Millionen deutscher Frauen und Mädchen, die 1945 von siegreichen Soldaten vergewaltigt und verschleppt wurden. Diese Vorfälle waren keine Einzelschicksale, sondern Massenvergewaltigungen (vor allem im Osten Deutschlands) und dennoch wurden sie nicht in die wissenschaftliche Geschichtsforschung mit einbezogen. Auch in der Gesellschaft wurde darüber geschwiegen. Zu DDR-Zeiten war es sogar verboten, darüber zu sprechen. Wenn dies trotzdem mal geschah, wurde es in die Stasi-Akte aufgenommen. Weiterhin wird erwähnt, dass es schon immer und auch heute noch in Kriegen zu Vergewaltigungen von Frauen kommt. Gerade die Vergewaltigungen im Kosovokrieg waren Anlass für die Wissenschaftlerin Regina Steil vom Institut für Psychologie der Friedrich-Schiller-Universität Jena und die Psychologin Silke Sömmer, eine Studie über die posttraumatischen Störungen vergewaltigter Frauen vor fünf Jahrzehnten durchzuführen. Dafür stellten sich 32 betroffene Frauen, die älter als 65 Jahre waren, zur Verfügung. Dabei wurde herausgefunden, dass die Betroffenen unter immer wiederkehrenden Bildern oder Erinnerungen bzw. an starken, belastenden Träumen leiden. Außerdem sind 70 Prozent der Betroffenen nicht dazu in der Lage, Gefühle zu erleben.
- Die Klappe kann Leben retten Projekt Findelbaby, Anonymität garantiert: Ordensfrauen und Familienberaterinnen helfen ratlosen Müttern[59]

In dem Artikel Die Klappe kann Leben retten, Projekt Findelbaby, Anonymität garantiert: Ordensfrauen und Familienberaterinnen helfen ratlosen Müttern geht es um verschiedene Einrichtungen (u. a. das erste Haus Kinderhaus Sonnenblume für ungewollte Kinder in der Bundesrepublik), in denen ungewollte Mütter ihre Neugeborenen abgeben können. Einerseits wird anhand von Beispielen dargestellt, aus welchen Gründen Frauen ihre Kinder abgeben und welchen gesellschaftlichen Tabus dies unterliegt und andererseits werden Hilfestellungen für ungewollte Mütter aufgezeigt.
- Lebensbilder, die die wechselvolle Geschichte des 20. Jahrhunderts spiegeln. Ein Blick in die zwölf Bände der Biografienreihe 'Gründer, Gönner und Gelehrte'[61]

In dem Artikel schreibt Renate Feyerbacher im Rahmen des 100-jährigen Jubiläums der Goethe-Universität Frankfurt am Main über die zwölf Bände der Biografienreihe 'Gründer, Gönner und Gelehrte'. Sie befasst sich sowohl mit herausragenden Persönlichkeiten, die die Universität mitbegründet haben, als auch mit der Generation des Wiederaufbaus nach 1945. Ebenso werden Vordenker und Akteure der bildungsbewegten 1960er und 1970er Jahre porträtiert. Die Biografienreihe zeige auf, wie sehr die Geschichte der Universität mit der Frankfurts verwoben sei.

## Mitgliedschaft in Verbänden und Gewerkschaften
- Mitglied[62] in der Gewerkschaft der Rundfunk-Fernseh-Film-Union (RFFU) / Ver.di[63]
- Mitglied im Frankfurter PresseClub[64]
- Gründungsmitglied des Journalistinnenbundes im FPC(Frankfurter Presseclub)[65]
- Mitglied im Deutschen Journalisten Verband (sie ist immer wieder als Delegierte nominiert)[66]

### Auswahl von Beiträgen für Online-Magazine
- Impressionen von der 59. Berlinale. (Memento vom 6. März 2016 im Internet Archive). Im Original publiziert am 14. Februar 2009.
- Die Malerin Hélène de Beauvoir. Keineswegs ein Püppchen. Publiziert am 4. Februar 2010.
- Teufelswerk Tango – Hommage an Astor Piazzolla. (Memento vom 6. März 2016 im Internet Archive). Im Original publiziert am 31. März 2010.
- Zuviel Speed bei Holiday on Ice mit „Speed“ in Frankfurt. Publiziert am 12. Januar 2012.
- Dem Jazzmusiker Emil Mangelsdorff zum 87. Geburtstag. (Memento vom 4. März 2016 im Internet Archive). Im Original publiziert am 12. April 2012.